# Рибарі (Карловаць)
45°29′ пн. ш. 15°41′ сх. д. / 45.49° пн. ш. 15.69° сх. д.
Рибарі (хорв. Ribari) — населений пункт у Хорватії, в Карловацькій жупанії у складі міста Карловаць.

## Населення
Населення за даними перепису 2011 року становило 108 осіб.
Динаміка чисельності населення поселення: